# Bruine witvleugeluil
De bruine witvleugeluil (Aporophyla lutulenta) is een nachtvlinder uit de familie Noctuidae, de uilen. De voorvleugellengte bedraagt tussen de 15 en 18 millimeter. Hij heeft witte achtervleugels. De soort komt voor in Midden- en Zuid-Europa, rond de Zwarte Zee en in de Kaukasus. Hij overwintert als rups.

## Waardplanten
De bruine witvleugeluil heeft als waardplanten diverse houtige en kruidachtige planten, en ook grassen.

## Voorkomen in Nederland en België
De bruine witvleugeluil is in Nederland een zeldzame soort, die vooral voorkomt in de duinen en in België een zeer zeldzame soort, vooral bekend uit het zuiden. De vlinder kent één generatie die vliegt in september.